# ارومانگو
ارومانگو (به لاتین: Erromango) یک جزیره در وانواتو است که در Tafea Province واقع شده‌است.

## خصوصیات
ارومانگو ۸۸۸ کیلومترمربع مساحت و ۱٬۹۵۰ نفر جمعیت دارد.